# Rhamphomyia vicana
Rhamphomyia vicana är en tvåvingeart som först beskrevs av Harris 1780.  Rhamphomyia vicana ingår i släktet Rhamphomyia och familjen dansflugor. Inga underarter finns listade i Catalogue of Life.